# Pompejus
Gnæus Pompejus Magnus, undertiden også omtalt som Pompejus den Store (en alternativ dansk stavemåde er Pompeius; 29. sept. 106 f.Kr. – 28. sept. 48 f.Kr.), var en romersk hærfører og politiker, som levede i den sene romerske republik. Pompejus spillede en central rolle i flere af de begivenheder, der i sidste ende ledte til, at den romerske republik blev omdannet til  et kejserrige. Tidligt i sin karriere var han en protegé for den romerske general og diktator Sulla. Senere blev han Julius Cæsars politiske allierede og en del af det såkaldte Første Triumvirat. I sidste ende drog han dog uklar med Cæsar, hvilke ledte til en borgerkrig, som så Cæsar besejre bl.a. Pompejus. 
Pompejus Magnus sluttede sig til den konservative (en optimat) general Sulla under borgerkrigene mod Marius (en popularer), hvor han udmærkede sig. Efter Sullas død blev han ét af optimaternes håb, nedkæmpede i 70’erne med stort besvær resterne af Quintus Sertorius' oprørshær i Spanien og deltog i den sidste del af underkuelsen af Spartacus-opstanden. Herefter kom han imidlertid på kant med Senatet, da det nægtede at anerkende hans løfter om jord til soldaterne. Han allierede sig med Crassus, valgtes til consul år 71 og gennemførte med militæret i ryggen dels ophævelsen af Sullas forfatning, dels Senatets accept af soldaternes krav, hvorved han også skaffede sig popularernes støtte.
I 60’erne f.Kr. havde Pompejus sin egentlige storhedstid som Roms førende general. Først gennemførte han en systematisk og effektiv bekæmpelse af sørøveruvæsenet i Middelhavet 67 og derefter et langvarigt felttog i Orienten med udgangspunkt i krig mod Mithridates 6. af Pontos. Efter den endelige sejr over Mithradates blev hans kongerige indlemmet i Romerriget. For at sikre kontrollen over de nye områder grundlagde Pompejus fem nye byer, deriblandt Pompeiopolis og Neapolis, det senere Neoklaudiopolis. Også Israel og Syrien blev indlemmet i Romerriget 64-63. Under felttoget optrådte Pompejus med stor myndighed og sluttede aftaler på egen hånd. Perioden betød højdepunktet af hans militære ry og udenrigspolitiske magt, men hans langvarige fravær fra Rom bragte nye modspillere, især Julius Cæsar, frem på den politiske scene.
Ved sin tilbagekomst år 62 svækkedes Pompejus straks, da han opløste sin hær og derefter forgæves søgte at gennemføre nye jordkrav i Senatet. For at få støtte allierede han sig med Cæsar og Crassus og blev derved en del af det Første Triumvirat år 59, en forbindelse som styrkedes ved et ægteskab med Cæsars datter, Julia. Gennem 50’erne opholdt Pompejus sig i Rom som triumviratets garant, men stilledes hurtigt i skyggen af Cæsars sejre i Gallien og syntes længe at have vist sig mærkeligt passiv over for de anarkiske magtkampe i hovedstaden. Modsætningen til Cæsar bragte ham dog gradvis tilbage i Senatets lejr, og efter Julias død i 54 f.Kr. og Crassus' død i 53 f.Kr. skærpedes forholdet yderligere.
Ved borgerkrigens udbrud 49 f.Kr. trådte Pompejus åbent op som Senatets general, men havde ikke held med sig over for Cæsar og savnede autoritet blandt sine egne. Han flygtede med Senatet til Grækenland og her blev han endeligt besejret i slaget ved Farsalos 48 f.Kr.. I et forsøg på at skaffe hjælp til fortsættelse af krigen søgte han til Egypten, men her myrdedes han ved sin landgang på initiativ af magthaverne, der ikke ville lægge sig ud med Cæsar. Hans to sønner, Gnæus den Yngre og Sextus, fortsatte kampen. Gnæus d.y. omkom efter slaget ved Munda 17. marts 45 f.Kr., men lillebroderen Sextus fortsatte med held kampen til søs og tvang Octavian og Antonius til at anerkende sig som statholder på Sicilien, Sardinien og Korsika. Efter et nederlag til Agrippa i søslaget ved Naulochos flygtede Sextus til Lilleasien, hvor han blev taget til fange og i 35 f.Kr. henrettet.
Pompejus er gerne – især i sammenligning med Cæsar – bedømt som en middelmådig hærfører, der kun var heldig i lang tid. Blandt Senatspartiets generaler må han dog regnes blandt de betydeligste, og hans felttog i Østen fastlagde i lang tid de romerske grænser her, ligesom hans oprydning i Middelhavet gavnede romersk søfart. Derimod synes han ikke at have været nogen særlig behændig politiker og var let at udkonkurrere for Cæsar. 
Ny Carlsberg Glyptotek i København har en af de få originale marmorbuster af Pompejus.

## Opvækst
Pompejus Magnus blev født i regionen Picenum (nuværende Marche) den 29. september 106 f.Kr., som den ældste søn af en provinsadel ved navn Gnæus Pompejus Strabo. Selvom familien dominerede regionen Picenum var Strabo den første i familien, som opnåede en plads i det romerske Senat. Strabo gennemførte efterfølgende den traditionelle cursus honorum, hvor han bl.a. blev valgt som konsul i 89 f.Kr. Faderen havde ry for grådighed, politisk dobbelthed og militær hensynsløshed.
Pompejus Magnus begyndte sin karriere med at tjene sammen med sin far under Forbundsfællekrigen (91-87 f.Kr.). Faderen døde i 87 f.Kr. under en kortvarig borgerkrig kendt som Bellum Octavianum. Diverse historiske kilder er uenige om, hvorvidt faren døde som følge af sygdom eller han blev myrdet af sine egne soldater. Forud for sin død var Strabo blevet anklaget for underslæb, og fordi Pompejus Magnus var hans juridiske arving blev han holdt ansvarlig for disse anklager og stillet for retten. Han blev frikendt, angiveligt efter at have accepteret at gifte sig med dommerens datter, Antistia.
Et af de vigtigste politiske spørgsmål i 87 f.Kr. var udnævnelsen af konsulen Lucius Cornelius Sulla til øverstbefalende for den romerske hær i den igangværende Første Mithridatiske Krig. Denne krig repræsenterede en mulighed for at tilegne sig enorme rigdomme gennem plyndring m.m. Som følge af Sullas fravær genvandt hans politiske rivaler – ledet af Lucius Cornelius Cinna, Gnæus Papirius Carbo og Gajus Marius den Yngre – dog kontrollen over det romerske Senat. Da Sulla vendte tilbage i 83 f.Kr. udløste dette derfor en borgerkrig i den romerske verden.